# Ringbandsnemertin
Ringbandsnemertin (Lineus kristinebergensis) är en djurart som tillhör fylumet slemmaskar, och som beskrevs av Gering 1912. Enligt Catalogue of Life ingår Ringbandsnemertin i släktet Lineus och familjen Lineidae, men enligt Dyntaxa är tillhörigheten istället släktet Lineus, och ordningen Heteronemertea. Det är osäkert om arten förekommer i Sverige. Inga underarter finns listade i Catalogue of Life.